# Dendrobates nubeculosus
Dendrobates nubeculosus là một loài ếch thuộc họ Dendrobatidae.
Đây là loài đặc hữu của Guyana.
Môi trường sống tự nhiên của chúng là rừng ẩm vùng đất thấp nhiệt đới hoặc cận nhiệt đới.